# Asura habrotis
Asura habrotis är en fjärilsart som beskrevs av Edward Meyrick 1886. Asura habrotis ingår i släktet Asura och familjen björnspinnare. Inga underarter finns listade i Catalogue of Life.